# Nippon Paper Group
Die Nippon Paper Group, Inc. (jap. 株式会社日本製紙グループ本社, Kabushiki kaisha Nippon Seishi Gurūpu Honsha) ist eine japanische Unternehmensgruppe der Papier-, Verpackungs- und Baustoffindustrie. Der Jahresumsatz des Konzerns belief sich 2017/18 auf knapp 8 Mrd. Euro.
Nippon Paper ist nach Oji Paper der zweitgrößte Papier- und Pappehersteller Japans und gehört weltweit zu den 15 größten.

## Geschichte
Die Gruppe mit Hauptsitz in Tokio entstand am 30. März 2001 aus der Fusion von Nippon Seishi K.K. (日本製紙株式会社, engl. Nippon Paper Industries Co., Ltd.) und Daishōwa Seishi K.K. (大昭和製紙株式会社, engl. Daishowa Paper Manufacturing Co., Ltd.). Zunächst firmierte die Gruppe unter dem Namen K.K. Nippon Unipac Holding (株式会社日本ユニパックホールディング). Nach erfolgter Zusammenführung der beiden Teilunternehmen wurde der Konzern am 1. Oktober 2004 umbenannt in K.K. Nippon Seishi Group Honsha (Nippon Paper Group, Inc.). Zur Unternehmensgruppe gehören mehrere Dutzend Tochtergesellschaften und Beteiligungen. Die Unternehmensaktivitäten sind eingeteilt in die vier Geschäftsbereiche Holzschliff und Papier, papierbezogene Aktivitäten, (Cellulosefaser-basierende) Einrichtungs- und Baustoffe, sowie Sonstiges.
Die Daishowa Paper Manufacturing Co., Ltd. ist unter anderem wegen ihres ehemaligen Präsidenten Ryoei Saito bekannt. Dieser kaufte am 15. Mai 1990 für 82,5 Millionen US-Dollar das damals teuerste Bild der Welt, das Porträt des Dr. Gachet von Vincent van Gogh.
Das Tochterunternehmen Nippon Paper Industries ist Besitzer des Eishockeyclubs Nippon Paper Cranes. Der Club gehörte schon seit seiner Gründung 1949 zu dem von Nippon Paper 1994 übernommenen Unternehmen Jūjō Seishi Kushiro (十條製紙釧路).

## Eigentümerstruktur
Die fünf größten Aktionäre waren zum 31. März 2018:
| Eigentümer                     | Anteile |
| ------------------------------ | ------- |
| Ichigo Trust                   | 9,47 %  |
| Japan Trustee Services Bank    | 7,78 %  |
| The Master Trust Bank of Japan | 5,51 %  |
| Chase Manhattan Bank           | 3,98 %  |
| Mizuho Bank                    | 3,75 %  |